# 斯特藩-玻爾茲曼常數
斯特凡-波茲曼常數（英語：Stefan-Boltzmann constant，又稱斯特凡常數），一個用希臘字母σ標記的物理常數，用於斯特凡-波茲曼定律：{\displaystyle j^{\star }=\sigma T^{4}}
此定律說明一個黑體表面單位面積在單位時間內輻射出的總能量（稱為物體的輻射度或能量通量密度）{\displaystyle j^{\star }}與黑體本身的熱力學溫度{\displaystyle T_{k}}的四次方成正比，其中的比例係數{\displaystyle \sigma }就是此常數。
{\displaystyle \sigma }的值為5.670 367(13)×10−8 W/m2K4。本值既能被推導，亦能被實驗測定；見斯特藩-玻爾茲曼定律
σ的定義能以波茲曼常數{\displaystyle k_{\mathrm {B} }}表示：
{\displaystyle \sigma ={\frac {2\pi ^{5}k_{\rm {B}}^{4}}{15h^{3}c^{2}}}={\frac {\pi ^{2}k_{\rm {B}}^{4}}{60\hbar ^{3}c^{2}}}=5.670367(13)\times 10^{-8}}J/m2·s·K4
其中{\displaystyle h}為普朗克常數，{\displaystyle \hbar ={\frac {h}{2\pi }}}為約化普朗克常數，而{\displaystyle c}則是真空中光速。
斯特凡-波茲曼常數的CODATA建議值是由氣體常數計算出來的:{\displaystyle \sigma ={\frac {2\pi ^{5}R^{4}}{15h^{3}c^{2}N_{\rm {A}}^{4}}}={\frac {32\pi ^{5}hR^{4}R_{\infty }^{4}}{15A_{\rm {r}}({\rm {e}})^{4}M_{\rm {u}}^{4}c^{6}\alpha ^{8}}}}
一個跟本常數有關係的常數放射常數( （页面存档备份，存于）)，
{\displaystyle a={\frac {4\sigma }{c}}=7.5657\times 10^{-15}{\textrm {erg}}\,{\textrm {cm}}^{-3}\,{\textrm {K}}^{-4}=7.5657\times 10^{-16}{\textrm {J}}\,{\textrm {m}}^{-3}\,{\textrm {K}}^{-4}}。

## 外部連結
- 斯特藩-玻爾兹曼常數 （页面存档备份，存于）, 從科學技術數據委員會來的值。